# Pareulype cinerea
Pareulype cinerea là một loài bướm đêm trong họ Geometridae.